# 东京鱼藤
东京鱼藤（学名：Derris tonkinensis），为豆科鱼藤属下的一个植物变种。种加名 tonkinensis 意为越南“东京的”。